# Мала ноћна музика (филм)
Мала ноћна музика је српски хумористички филм из 2002. године који је режирао Дејан Зечевић. Главне улоге играју Гордан Кичић и Вук Костић.